# Тавинск
Тавинск (тат. Тау) — деревня в Тевризском районе Омской области России. Входит в состав Утьминского сельского поселения.

## История
Основана в 1776 году.
По переписи 1897 года проживало 191 человек, из них 165 татар и 26 бухарцев.
В 1928 года юрты Тавинские состояли из 61 хозяйства, основное население — бухарцы. В составе Кипо-Куларовскского сельсовета Тевризского района Тарского округа Сибирского края.

## Население
| 1926 | 2010 |
| ---- | ---- |
| 314  | ↗355 |